# Desáté království
Desáté království (v anglickém originále The 10th Kingdom) je pětidílná americká pohádková televizní minisérie z roku 2000 režírovaná Herbertem Wisem a Davidem Carsonem.

## Děj
Princ Václav je vnuk Sněhurky, který jede na pravidelnou návštěvu věznice. Mezitím se do věznice dostane pomocí uspávacího prášku král trolů, aby osvobodil své tři děti. Ve stejném vězení si odpykává trest zlá královna za vraždu otce prince Václava, krále čtvrtého království, a jeho první ženy. Zlá královna poprosí krále trolů, aby ji také osvobodil, a za odměnu mu slíbí polovinu čtvrtého království. Když princ Václav dorazí do věznice, potká se tam se svojí macechou a jejím psem. Sotva se pes dotkne prince, princ se změní v psa a pes v prince.
Princ ve své psí podobě před královnou uteče. Královna se domluví s králem trolů, který za ním pošle své tři děti. Královna pro jistotu za princem pošle ještě dalšího vězně, Vlka, který slíbí, že jí bude věrně sloužit. Princ běží do sklepa, kam za ním běží i synové krále trolů a Vlk. Když už princ nemá kam utéct, všimne si zrcadla, ve kterém se nic nezrcadlí, ale jsou v něm vidět vysoké domy. Princ tedy vběhne do zrcadla a ocitne se v New Yorku, přímo pod kolem mladé servírky Veroniky. Ta se ho ujme a vezme ho s sebou do práce, kde ho zamkne v komoře. Vzápětí se v New Yorku objeví i děti krále trolů, které ho pojmenují Desáté království, a Vlk. Princ vycítí Vlka, v komoře rozsype pytlík mouky a do něj napíše slovo Nebezpečí. Když to uvidí Veronika, i s princem uteče.
Trolové hledají Veroniku u ní doma, ale Veronice se podaří je zavřít ve výtahu. Takže se rozhodne jít raději k babičce. Když k Veronice domů dorazí i Vlk, najde tam jen jejího tatínka Tondu. Z něj vymámí adresu jeho tchyně a Veroničiny babičky za kouzelný bob dračího lejna, po jehož snězení se mu splní tři přání. Vlk jde za babičkou a podaří se mu ji přesvědčit, aby ho pustila dovnitř. Když je vevnitř, babičku sváže, ale nemůže se rozhodnout, jestli ji sní nebo pustí. Dělá u toho rámus, který vzbudí Veroniku a ta volá na babičku. Vlk se schová do babiččiny postele a babiččiným hlasem volá na Veroniku, aby přišla za ní. Když Veronika přijde do babiččiného pokoje, Vlk se na ni vrhne. Jakmile se jí ale podívá do obličeje, okamžitě se do ní zamiluje. Veronika ho ale vyhodí oknem, kde ho najde mladá psycholožka.
Vlk se psycholožce svěřuje, že neví, jestli má Veroniku sníst, protože se do ní zamiloval, a snaží se zjistit, jak to zařídit, aby se do něj Veronika také zamilovala. Dostane nějakou literaturu a psycholožka je ráda, že se ho zbavila.
Veronika mezitím utíká do parku, kde se objeví i její táta, který mezitím vyplácal pět přání, a hledá psa (prince). Protože pes vypadá, jako by chtěl něco říct, je Tondovým šestým přáním, aby mu rozuměl. Pes jim pak poví, že je princ a že ho pronásledují trolové a Vlk, a společně před nimi utečou kouzelným zrcadlem zpět do čtvrtého království, kam se za nimi vrací trolové i Vlk.
Trolové unesou Veroniku a Tonda je zavřený ve vězení s trpaslíkem Žaludem a skřetem. Správce věznice se rozhodne uklidit sklep a vězni musí vynášet věci ze sklepa a házet je do lodi. Když vynášejí zrcadlo, Tonda váhá ho do lodi hodit, aby ho nerozbil, ale nakonec je k tomu přinucen. Oddechne si, když se zrcadlo nerozbije.
V té době se zlá královna vrací na svůj hrad, nechá kopat ve sklepení, aby objevila kouzelná zrcadla.
Mezitím se Vlk snaží zachránit Veroniku z trolího zámku. Ta si všimne, že král trolů může být neviditelný díky botám. Když ji Vlk vysvobodí, vezme králi trolů jeho boty. Společně jdou do vězení zachránit jejího otce. Cestou narazí na prince a vezmou ho s sebou. Tonda s trpaslíkem a skřetem v době, kdy měli volno, zatím kopali tunel, aby se mohli dostat ven. Veronika si před vstupem do vězení nasadí boty neviditelnosti, Vlk se jí chytí a Veronika za obojek vezme prince, takže jsou neviditelní všichni tři. Tím se ale síla bot rychleji vyčerpá, takže jsou za chvíli opět viditelní, naštěstí ale najdou tunel, který vykopali Tonda, trpaslík Žalud a skřet. Trpaslík se skřetem utečou, ale Tonda se v tunelu zasekne, takže mu musí pomoci Veronika s Vlkem, kteří je mezitím doženou. Když se dostanou ven, zjistí, že trpaslík odjel na lodi, na které je naloženo kouzelné zrcadlo, bez kterého se nemohou vrátit domů. Proto se za ním vydají na druhé lodi. Na další lodi je pronásledují děti krále trolů. Vlk hodí boty neviditelnosti do vody s tím, že na nich Veronika začala být závislá.
Čtvrté království napadl král trolů, který nechce čekat, až mu zlá královna dá slíbenou polovinu. Zlá královna za Veronikou vysílá dalšího pronásledovatele, nelítostného lovce, jehož střely se zastaví, až když trefí srdce živé bytosti.
Na lodi Tonda objeví zlatou rybku, po jejímž kousnutí mu nateče prst, ale získá tím moc, že když se dotkne čehokoliv, promění se to ve zlato.
Když Veronika, Tonda, Vlk a princ vystoupí z lodi, napadnou je trolové. Tonda se jich dotkne a oni se promění ve zlaté sochy. Bohužel v okamžiku, kdy se jich dotýkal i princ, takže i z něj je část zlatého sousoší. Tonda s Vlkem prince odsekají a společně s Veronikou sledují trpaslíka do začarovaného lesa. V lese narazí na skupinu cikánů, kteří je pohostí. Cikánka Veronice a Vlkovi předpoví budoucnost. Vlkovi předpoví pasačku ovcí a hranici. Cikáni mají klece plné kouzelných ptáků, které Veronika pustí. Cikáni ji za to proklejí, takže Veronice začnou rychle růst vlasy. Na cikány narazí lovec a zastřelí je svými šípy. Veronika, Tonda, Vlk a princ už mezitím utekli. V lese pak narazí na opuštěnou chaloupku sedmi trpaslíků, kde přečkají noc. Ráno zjistí, že kvůli Veroničiným vlasům nemohou jít dál. Její dlouhé vlasy totiž nejdou ani uříznout, ani ostříhat. Jeden ze zachráněných ptáčků jim prozradí, že jediný, kdo jim může pomoct, je muž s magickou sekerou, za kterým se tedy vydají. Protože je pronásleduje lovec, Vlk schová Veroniku, Tondu a prince a sám chce lovce svést na špatnou stopu, ale Veronika v nevhodnou chvíli kýchne a protože vlasy jí brání pořádně utíkat, lovec ji chytí. Tonda ale uteče a najde Vlka. Tonda s Vlkem náhodou narazí na muže s magickou sekerou, ten jim ale sekeru nechce půjčit, dokud neuhodnou jeho jméno. Muž navíc požaduje, aby Vlk položil hlavu na špalek a pokud Tonda neuhodne jeho jméno dřív, než muž rozštípe hromadu dřeva, bude Vlk o hlavu kratší. Jak se hromada dřeva postupně zmenšuje, Vlk je víc a víc nervózní. V poslední chvíli přiletí jeden ze zachráněných kouzelných ptáčků a přečte z klobouku muže, že se jmenuje Julinka a řekne to Tondovi.
Další ptáček dovede Vlka s Tondou za Veronikou do skrýše lovce, který mezitím na příkaz zlé královny odešel zabít jednoho z princových rádců, který se vydal prince hledat. Tonda ani Vlk nemohou najít vchod do skrýše, tak poprosí Veroniku, aby stejně jako v pohádce o Rapunzel vypustila svoje vlasy, po kterých za ní mohou vyšplhat. Když utíkají, zrovna se vrací lovec. Povede se jim ho přeprat, ale Veronika zabrání Vlkovi, aby lovce zabil. Pak vyzvednou prince ze skrýše a zbaví Veroniku jejích vlasů.
Po chvíli konečně doženou Žaluda, ale zjistí, že zrcadlo už nemá – vyměnil ho v blízké vesnici za ovci. Veronika, Tonda, Vlk a princ proměněný ve zlatou sochu tedy pokračují do Beranova. Jelikož se blíží úplněk, Vlk cítí, že přichází doba, kdy za sebe neručí. Cestou do Beranova potkají skupinku pasaček ovcí, z nichž jedna se jim představí jako Soňa Pípová a flirtuje s Vlkem. Veronika ho od ní odtáhne. Když jsou ve městě, zjistí, že kouzelné cestovní zrcadlo se stalo hlavní cenou v místní soutěži. Od místního žebráka se dozvědí, že studna uprostřed náměstí je kouzelná a splní přání, když se do ní hodí mince. Tonda do ní tedy hodí minci, ale ozve se jenom zvuk, jako když mince spadne na zem. Studna je totiž vyschlá. Ubytují se tedy ve stodole jedné farmářky, protože všechny ostatní pokoje jsou obsazené. Veronika s Tondou jdou do Bé baru, kde se také přihlásí do soutěže. Veronika se vrací za Vlkem, zatímco Tonda popíjí v hospodě. Když se Tonda vrací z hospody do stodoly, uvidí rodinu Pípovu, jak zasvěcují Soňu Pípovou do jejich tajemství. Vít Pípa totiž kdysi odvedl kouzelnou vodu ze studny na náměstí do studny na svém pozemku. Tonda se vrátí za Veronikou a vezme jednu ne moc hezkou ovci s tím, že s ní bude Veronika zítra soutěžit. Propašuje se ke studni na Pípově pozemku a hodí ovci do studny, když ji vytáhne, ovce je krásně růžová.
První kolo soutěže je zazpívat písničku o ovcích. Veronika si musí nějakou rychle vymyslet, a tak začne zpívat písničku na motivy písně We will rock you. Písnička se porotě líbí, takže soudce rozhodne, že Soňa i Veronika dostávají plný počet bodů. Rozhodnout má soutěž v zahnání ovce do ohrady, jenže Veronika nemá ovčáckého psa. Tondu napadne myšlenka, že by mohlo pomoci hodit do kouzelné studny prince (psa). To se podaří a princ obživne. Soně Pípové se podaří zahnat ovci do ohrady rychle. Veronice se ze začátku moc nedaří, ale za chvíli se objeví princ, kterému se podaří zahnat ovci do zahrady ještě rychleji než Soně Pípové. Vyhrávají tak hlavní cenu, kterou je zrcadlo.
Druhý den je Soňa Pípová nalezena mrtvá a z její smrti je obviněn Vlk. Tonda, když už mají zrcadlo, se chce vrátit do New Yorku, ale Veronika chce hájit Vlka. Zrcadlo tedy schovají do vozu se slámou. Sotva Veronika vejde do soudní síně, zjistí že její snaha bude nejspíše marná, protože porotci jsou ovce, před kterými jsou dva nápisy: vinen a nevinen. Před nápisem nevinen je hromada jídla, takže Vlk je uznám vinným a je odsouzen k upálení na hranici. Tonda mezitím s pomocí prince najde zkrvavenou košili Víta Pípy, takže vyjde najevo, že Soňu Pípovou zabil její vlastní dědeček poté, co zaházela kouzelnou studnu hlínou. Vlk je tím zachráněn, ale Tonda a Veronika zjistí, že zrcadlo už ve stodole není a že bylo s vozem odvezeno do Hubičkova. Tondovi, Veronice, Vlkovi a princovi nezbývá než se vydat do Hubičkova také.
V Hubičkově Tonda s princem zjistí, že zrcadlo je v dražbě a že vyvolávací cena je 10 zlaťáků. Vydají se tedy za Vlkem a Veronikou, kteří mezitím jeli na kopec se Sněhurčinou skleněnou rakví, kde na ně začne působit kouzlo Hubičkova a málem se políbí. Vyruší je ale Tonda. Když se vrátí na dražbu s Vlkem a Veronikou, zjistí, že cena zrcadla se zvýšila na 5000 zlaťáků, protože bylo odhaleno, že je kouzelné. Musí tedy nějak získat peníze. Veronika, Vlk a Tonda se vydají do kasína, protože nemají jinou možnost. Princovi na krk dají cedulku: Pes pro štěstí, když se podělíte o výhru 50:50. Veronika ve hře štěstí nemá. Vlk, protože si uvědomuje, že by Veroniku ztratil, kdyby se jí podařilo získat kouzelné zrcadlo, se snaží vše prohrát, nakonec ale vyhraje 10 000 zlaťáků, což se před Veronikou snaží utajit. Tondovi se daří. Když už mají dostatek peněz, Tonda ještě jednou vsadí, ale peníze prohraje. Výhru 10 000 zlaťáků získává jedna starší paní. Ta se o peníze rozdělí s princem, kterého měla pro štěstí, takže se podařilo získat 5 000 zlaťáků. Elf, který vyhrál v kasínu také 10 000 zlaťáků, na cestě z Hubičkova potká lovce, který ho zabije kvůli penězům.
Ten den se zlá královna schází s králem trolů v jablečném sadě. Krále trolů a jeho sluhy zabije, díky tomu, že v sadě byla dřív a otrávila všechna jablka, která v sadě byla.
Druhý den se Tonda snaží vydražit zrcadlo. Když už se zdá, že ho získali, lovec nabídne sumu 10 000 zlaťáků. Tím ho získává. Vlk, v touze získat Veroniku, celou svoji výhru utratí za kočár s hudbou, restauraci a kouzelný mluvící prsten. Když se Veronika dozví, jakou částku vyhrál a že ji celou utratil, rozzlobí se na něj a uteče. Vlk v zoufalství hodí prsten do vody, kde ho spolkne ryba. Voda zároveň slouží jako zrcadlo, které použije zlá královna, a protože je Vlk nešťastný, souhlasí, že se k ní vrátí a bude jí sloužit. Princ se mezitím Tondovi svěřuje, že ztrácí paměť a stává se čím dál víc psem. Tondovi pak přichází zpráva, že pokud chce získat zrcadlo, musí psa přivázat ke sloupu na náměstí, jinak že lovec zrcadlo rozbije. Tonda prince přiváže ke sloupu volně, aby mohl utéct a začne přemýšlet, kde by mohlo být zrcadlo ukryto. Napadne ho, že by mohlo být ukryto ve věži, kde ho skutečně najde. Když si lovec jde pro prince, ten před ním uteče. Tonda ve věži zrcadlo skutečně najde, ale jakmile se zrcadla dotkne, zjistí, že je to past a že nemůže ven. Vyleze tedy oknem a chodí po střechách, až najde jednu dostatečně nízkou, aby z ní mohl seskočit. Jenomže upadne a zrcadlo mu spadne na zem a rozbije se. Když spadne, dopadne před Veroniku. Lidé z Hubičkova Tondu, Veroniku a prince vyženou, protože Tonda má kvůli rozbitému zrcadlu sedm let smůly. Mezitím Hubičkovem projíždí zlá královna s falešným princem, který lidem ukazuje hlavu trolího krále jako důkaz, že nad ním zvítězil. Ke zlatníkovi v Hubičkově se dostane zlaté sousoší dětí trolího krále. Ten se snaží zlato roztavit, čímž pukne zlatá skořápka a děti krále trolů jsou volné. Zlá královna jim řekne, že jejich otec je mrtvý, ale namluví jim, že ho zabila Veronika, aby ji pronásledovali.
Veronika s Tondou zjistí, že zrcadlo vyrobili trpaslíci, proto se vydají do jejich skal. Do trpasličích dolů je vstup zakázán, takže trpaslíci chtějí Tondu, Veroniku a prince zabít. Princ ale objeví zrcadlo pravdy, kde se ukáže, že princ je zakletý do psa a trpaslíci mu chtějí pomoct. Dozvídají se, že existovala tři cestovní zrcadla, jedno je na dně moře, jedno Tonda rozbil a třetí má zlá královna. Kvůli smůle Tonda omylem rozbije všechna zrcadla, takže musí utéct. Tonda ale upadne tak nešťastně, že si zlomí páteř. Veronika tedy musí najít pomoc. Veronika se dostane až k místu, kde je pochována královna Sněhurka. Protože Sněhurka byla moc hodná, smí se občas objevovat jako víla. Sněhurka jí vypráví, kdo je a co se stalo, říká jí, že je po celou dobu chránila, aby je zlá královna neviděla v kouzelných zrcadlech, a nabídne jí, že jí splní jedno přání. Veronika má přání dvě, aby se Tonda uzdravil a aby přestal mít smůlu. Sněhurka jí splní obě přání a ještě dá Veronice kouzelné zrcátko. Také jí řekne, že musí najít otrávený hřeben, protože zlou královnu lze porazit jen jedem, a poradí jí, jak se dostat ze skal ven.
Veronika se vrátí za Tondou, a v poslední chvíli zabrání lovci, který je mezitím dohnal, aby mu ublížil. Najdou podle Sněhurčiny rady cestu ven. Cestou se Veronika zrcátka zeptá, kdo je v zemi nejkrásnější. Zrcátko jí ukáže zlou královnu, ve které Veronika s Tondou poznávají Veroničinu matku. Tonda zrcátko zahazuje. Zlá královna má tušení, že ji někdo sleduje. Tonda vypráví Veronice, že předtím, než jeho žena zmizela, se snažila Veroniku utopit.
Po cestě je chytí trolové, kteří se spolčili s lovcem a vezou je na hrad zlé královně. Tondovi a Veronice se podaří z vozu uprchnout, ale prince se jim nepodaří zachránit. Jdou tedy na hrad stále spoutáni pouty a pěšky, protože se blíží korunovace. Dojdou až na rozcestí, kde je rozcestník udávající dvě cesty do královského hradu, jedna je dlouhá 19 mil, druhá je dlouhá 39 mil. Rozhodnou se pro kratší cestu, která vede přes bažiny. Cestou potkají elfky, které jim radí, že chtějí-li bažinu úspěšně přejít, nesmí jíst houby, nesmí pít vodu z bažiny a nesmí v lese usnout. Také se jich ptají, jestli chtějí rozdělit. Když odpoví, že ano, elfky nejenom, že je zbaví pout, ale Tonda a Veronika se ocitají každý na jiném místě bažiny. Tonda narazí na houby, které ho přesvědčují, aby je ochutnal, zatímco on si smaží vajíčka. Pak se objeví Veronika a za chvíli si společně pochutnávají na houbách, pijí vodu z bažiny a za chvíli usnou. Během spánku se jim zdají divoké sny a ze země vyrůstají rostliny, které je postupně omotávají. V poslední chvíli se objeví Vlk, který oba zachrání. Veronika se konečně přizná, že se do Vlka zamilovala.
Veronika, Vlk a Tonda jdou na hrad lesem. Rozhodnou se, že si rozdělají oheň, a Veronika a Vlk se dohodnou, že půjdou na dříví. Vlk Veronice prozradí, že by rád, aby spolu něco provedli. Veronika očekává sex, ale Vlk si chce hrát na schovávanou. Veronika ne moc nadšeně na hru kývne. Nejprve to vypadá, že se Veronice daří úspěšně se před Vlkem schovat, ale Vlk ji nakonec najde díky svému čichu a dojde mezi nimi i k sexu. Když se vrací, Tonda se diví, že ani jeden z nich nenese dříví a všimne si, že Vlkovi kouká ocas, jako kdyby se musel rychle obléknout.
Do hradu se Veronika s Tondou a Vlkem dostávají tajnou skulinou. Dostanou se až do místa, kde nevědí jak dál. V místnosti je jenom německý nápis. Také si všimnou vyškrábaného jména Wilhelm Grimm. Malá myška jim vypráví, že Wilhelm Grimm v kouzelné zemi opravdu byl a Veronice s Tondou dochází, že pohádky bratří Grimmů jsou historií této kouzelné země. Myška jim také přečte nápis, který vykousala na přání Wilhelma Grimma: Kdo se chce odsud dostat, ať otočí pákou. Veronika s Tondou zkoušejí všechny páky, až se jim otevřou tajné dveře do hradní místnosti. V místnosti si prohlížejí kouzelná zrcadla, když se za nimi objeví zlá královna, která nechce věřit tomu, že Veronika je její dcera. Vlk se lísá do přízně zlé královny, že je konečně přivedl, za což ho zlá královna povýší. Veronice zlá královna vezme otrávenou jehlici a strčí si ji do vlasů.
Vlk dostane úkol uvařit jed. Když jde zlá královna zkontrolovat, jestli jsou s jedem hotoví, přinutí kuchaře, aby se napil. Ten se napije a za chvíli se svalí k zemi. Zlá královna jde sledovat korunovaci.
V hlavním sále královny zkouší falešného prince ze třech zkoušek, jestli je hoden stát se králem. Mezitím Vlk roznáší otrávený nápoj a dává ho každému, jenom na něj nezbude. Díky náhodě falešný princ všechny tři zkoušky zvládne a korunovace může začít. Před korunovací se všichni napijí a za chvíli padají k zemi. Lovec drží Veroniku, aby tomu nemohla zabránit. Vlk se jí snaží pomoct a pere s lovcem. Lovec vystřelí svůj šíp, který ale nakonec zasáhne jeho samotného. Zlá královna se snaží uškrtit Veroniku. Ta v poslední chvíli vytáhne otrávenou jehlici a škrábne zlou královnu po tváři. Královna za chvíli umírá a Veronice je to líto, protože to byla její matka. Za chvíli všichni hosté vstávají ze země, ukazuje se, že nápoj nebyl otrávený, že v něm byl jenom trolí uspávací prášek. Vlk přivádí prince (stále ještě v psí podobě), ten se rozběhne za falešným princem, a když se opět dotknou, opět si vymění podoby.
Princ pak udílí řády. Udělí řád Tondovi a psovi. Veronice dá poupě a Vlkovi glejt, že Vlci jsou rovnoprávní občané čtvrtého království. Na oslavě Vlk žádá o ruku Veroniky, zatímco Tonda ji nutí do jídla. Veronika si uřízne kousek ryby a objeví v něm kouzelný mluvicí prsten. Vlk Veroniku přesvědčuje, aby si ho vzala, protože jejich společné dítě bude potřebovat otce, to samé jí říká i kouzelný mluvicí prsten.
Tonda se nakonec rozhodne v kouzelné zemi ještě nějaký čas zůstat, zatímco Veronika s Vlkem se vrací do New Yorku.

## Obsazení
| Kimberly Williams-Paisley | Veronika Levá (v originále Virginia Lewis)  |
| Scott Cohen               | Vlk (v originále Wolf)                      |
| John Larroquette          | Tonda Levý (v originále Tony Lewis)         |
| Dianne Wiest              | zlá královna                                |
| Daniel Lapaine            | princ Václav (v originále princ Wendell)    |
| Camryn Manheim            | královna Sněhurka (v originále Snow White)  |
| Ann-Margret               | královna Popelka (v originále Cinderella)   |
| Ed O'Neill                | Gruliš, král trolů (v originále Relish)     |
| Dawnn Lewis               | trol Fešule (v originále troll Blabberwort) |
| Hugh O'Gorman             | trol Mrmla (v originále troll Burly)        |
| Jeremiah Birkett          | trol Ouřez (v originále trol Blue Bell)     |
| Rutger Hauer              | lovec                                       |
| Warwick Davis             | trpaslík Žalud (v originále Acorn)          |
| Kim Thomson               | královna Červená Karkulka III.              |
| Lucy Whibrow              | královna elfů                               |
| Chris Crooks              | král elfů                                   |
| Moira Lister              | Veroničina babička                          |
| Jimmy Nail                |                                             |
| John Shrapnel             |                                             |
| Timothy Bateson           |                                             |
| Robert Hardy              |                                             |
| James Cosmo               |                                             |
| Peter Vaughan             |                                             |
| Lucy Punch                |                                             |
| Edward Woodall            |                                             |
| Poppy Rogers              |                                             |
| Eve Pearce                |                                             |
| Jeremy Swift              |                                             |
| Gabrielle Lloyd           |                                             |
| Tim Killick               |                                             |
| Dido Miles                |                                             |

## Pokračování příběhu
Autor scénáře Simon Moore, stejně jako někteří diváci, by chtěli, aby bylo natočeno pokračování příběhu. Jeden z možných námětů je, že se Veronice v New Yorku narodí opravdové vlče, a zatímco Vlk bude celý rozradostněn, ona bude chtít, aby získalo lidskou podobu.